# 横手の雪まつり
横手の雪まつり（よこてのゆきまつり、Yokote’s Winter Festival）は、秋田県横手市の中心市街地で毎年2月に行われる行事である。水神様を祀る小正月行事のかまくら（2月中旬）と、同じく小正月行事のぼんでん（2月16日 - 17日）および雪像の展示（雪の芸術）で構成される。かまくらとぼんでんは、よく「『静』のかまくら」と「『動』のぼんでん」と対比される。
開催日が固定されているのは、旭岡山神社の縁日である2月17日に梵天行事が固定されていることに起因するもので、かまくらは梵天とは不可分の行事であるためである。しかし、担い手の確保や観光客の誘致のため、2026年の開催から2029年まで、試験的にかまくらの開催日が2月第2金曜日・土曜日に変更される。

## 概要
かまくらは、約450年の歴史があるとされる横手を代表する小正月行事であり、雪洞の中に祭壇を設けて水神を祀り、その中で子どもたちが「はいってたんせ（かまくらに入ってください）」「おがんでたんせ（水神様をおがんでください）」と言いながら、甘酒やお餅を振る舞う。2000年（平成12年）2月3日に横手市指定無形民俗文化財に指定。
ぼんでんは、神社などの拝殿に五穀豊穣などの願いを込めて「梵天（ぼんでん）」と呼ばれる祭具を奉納する祭事のことで、横手のみならず秋田県内の各地で行われている。この横手の雪まつりにおける梵天行事もその一種であるが、豪華絢爛な頭飾りが特徴的である。
横手における梵天行事は約280年の歴史があるとされており、いわゆる「横手のぼんでん」とは旭岡山神社の梵天奉納祭や梵天コンクールなどの一連の行事を指す。豪華で意匠を凝らした頭飾りが特徴的な梵天を担ぎ、「ジョヤサ、ジョヤサ」の掛け声や梵天唄を披露しながら街を練り歩いて最終的に旭岡山神社へと奉納する。奉納祭は1999年（平成11年）1月20日に横手市指定文化財に指定。毎年2月17日に開催され、雪まつりの最終日を飾る行事となっている。
雪の芸術は、町内会や企業などの団体が雪で作った大小の像（モニュメント）を展示し、雪の立体美と力量感を競う行事で、1939年（昭和14年）1月に始まった。

## 歴史
| かまくら |  | 梵天奉納 |
| かまくら |  | 梵天奉納 |

### 前史

#### 雪の芸術
横手における雪像展示は、1939年（昭和14年）1月に「雪の芸術展」として開催されたのが始まりで、同年2月より市内の横手公園スキー場で開催される全県スキー大会および日本選手権大会への出場選手を歓迎するために制作された。同じく雪像の制作で有名なさっぽろ雪まつりの初回開催が1950年（昭和25年）であることから、横手の雪像作りは札幌より長い歴史を有する。第一回雪の芸術展は、当時の横手町が懸賞付きで主催したもので、各丁内年番や青少年団体が町民を総動員して雪像作成に当たった。作品は町長を筆頭に審査が行われ、第一回開催の一等は四日町上丁の作品であった。
1940年（昭和15年）には戦時色が一段と深まった作品が多くなり、1944年（昭和19年）には「聖戦鑑賞祈願 雪の芸術」として開催された。戦後の雪の芸術展は1947年（昭和22年）に開催されたと推測され、戦時中とは打って変わって平和のシンボルを掲げたものが多くなった。

### 雪まつりの始まりとかまくら行事の変容
雪まつりが現在のような形で行われるようになったのは1954年（昭和29年）であり、市が観光客誘致に本腰を入れたことによって、かまくら・ぼんでん・雪の芸術の3行事が「雪まつり」として総合的に開催されるようになった。この年には横手市観光協会を設立し、観光協会と市が共同で「第一回横手の雪まつり」を開催した。
これにより、各家庭で作られて町内で完結していたかまくらは観光行事としての側面が強くなった。また、1958年（昭和33年）には市と市観光協会が主導して「モデルかまくら」と呼ばれるかまくらを作り、市が主体となって祭りを統括するようになった。モデルかまくらは畑儀三郎の作成で、曲線が美しい丸屋根のかまくらであることが特徴的であり、これが今日の横手のかまくらにおける標準的な形となっている。モデルかまくらの作成はそれ以降も続き、1959年（昭和34年）以降は羽黒町のほか二葉町・寺町（現中央町）・大水戸町にも作られるようになり、1970年（昭和45年）には横手公園・横手北小学校前の広場にも作られた。

### 自動車社会の影響とミニかまくらの登場

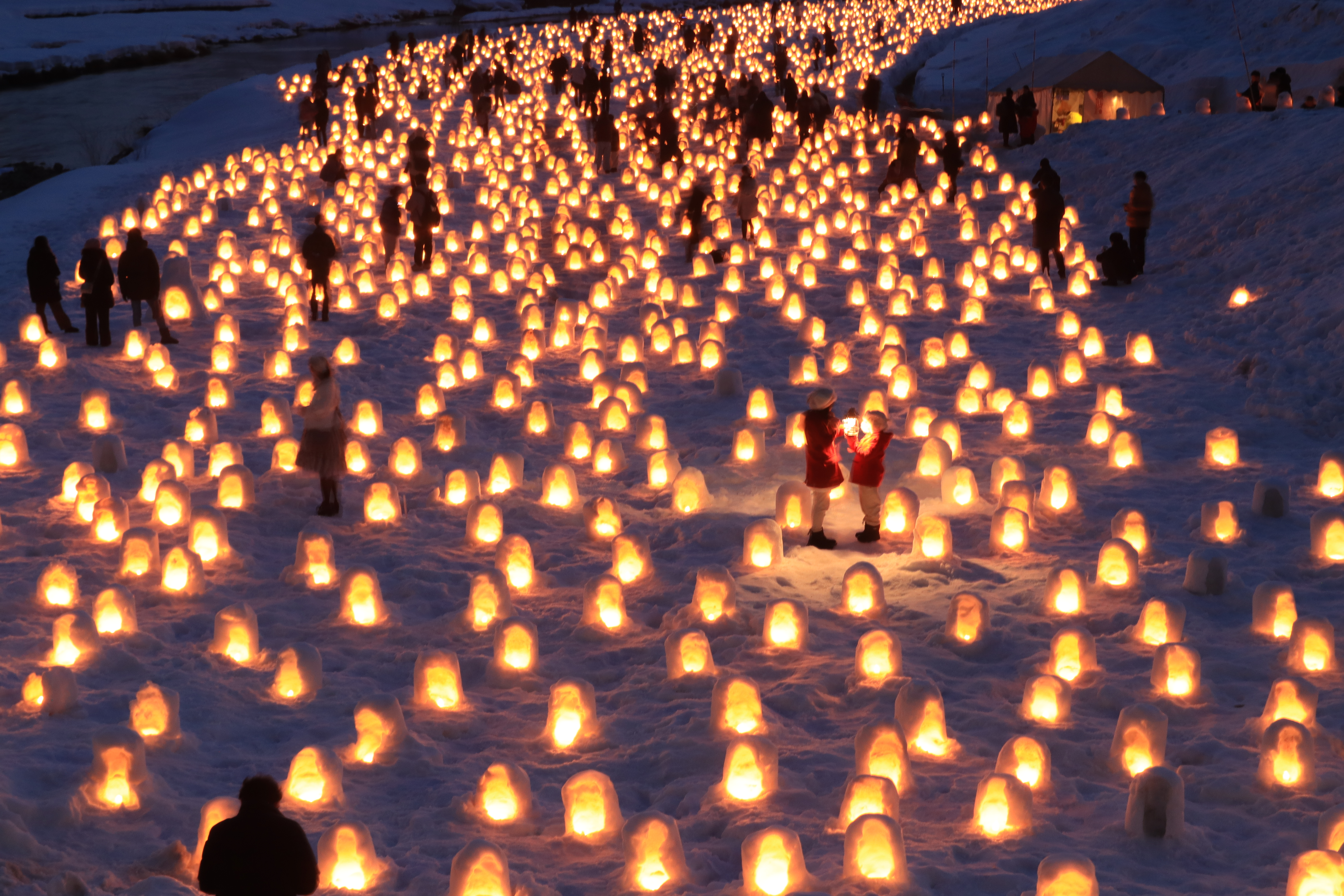
蛇の崎川原に作られたミニかまくら

1962年（昭和37年）頃になると自動車の往来が増え、かまくらは徐々に切り立った形へと変化していき、より自動車の往来が激しくなった1969年（昭和44年）になると規制を受けた道路にはかまくらが作られなくなり、同時に数も減らしていった。これを受け「一戸一かまくら運動」や「ミニかまくら運動」が始まり、市内には大小様々なかまくらが作られるようになり、現在でも小学校の校庭や河川敷などには子どもたちがミニかまくらを作っている。またこの頃から市内各地に点在していたかまくらを集約して「かまくら通り」を設け、一層の観光化が図られた。なお、横手南小学校でミニかまくら作りが始まったのは1996年（平成8年）のことで、ふるさと教育の一環として児童が手作りしている。

### 新型コロナウイルスと暖冬の影響
2020年（令和2年）および2021年（令和3年）は新型コロナウイルスの感染拡大により観光客向けの行事を中止。2020年は開催の中止を11月18日に決定し、観光協会によるかまくらの作成は一切行われなかった。2021年は開催に向けてかまくらの作成などが行われていたが、オミクロン株の全国的な感染拡大により1月20日に開催中止を発表した。2022年（令和4年）は3年ぶりに観光客を受け入れての開催となったが、通常4会場であったかまくら会場を2会場（市役所前、横手公園）に縮小した上での開催となり、子どもたちによるおもてなしも行われなかった。2024年（令和6年）は4年ぶりの通常開催となったが、累積降雪量が平年を下回る暖冬となり、かまくら作成のために近隣の東成瀬村の山間部から雪を調達するなどした。また開催前や開催中の雨により、かまくらにブルーシートをかけるなどの対応をとっての開催となった。
雪まつりの終了後、会場に設置されたかまくらは重機によって解体される。これは安全確保のためであり、2024年（令和6年）の場合は2月19日に撤去作業が行われた。

### 開催日の変更
2025年（令和7年）7月17日、横手市観光協会は「かまくら行事」の開催日を2026年以降、試験的に2月の第2金曜・土曜日に変更すると発表した。1952年以来、毎年2月15日と16日に日付を固定して開催されてきたが、行事の担い手となる地域住民や子どもたちの参加、運営の負担減や集客力の増加のため、週末開催に変更することを決定した。そのため、2026年は2月13日・14日に開催される見込みで、この試験は2029年まで継続される予定。

## 開催会場

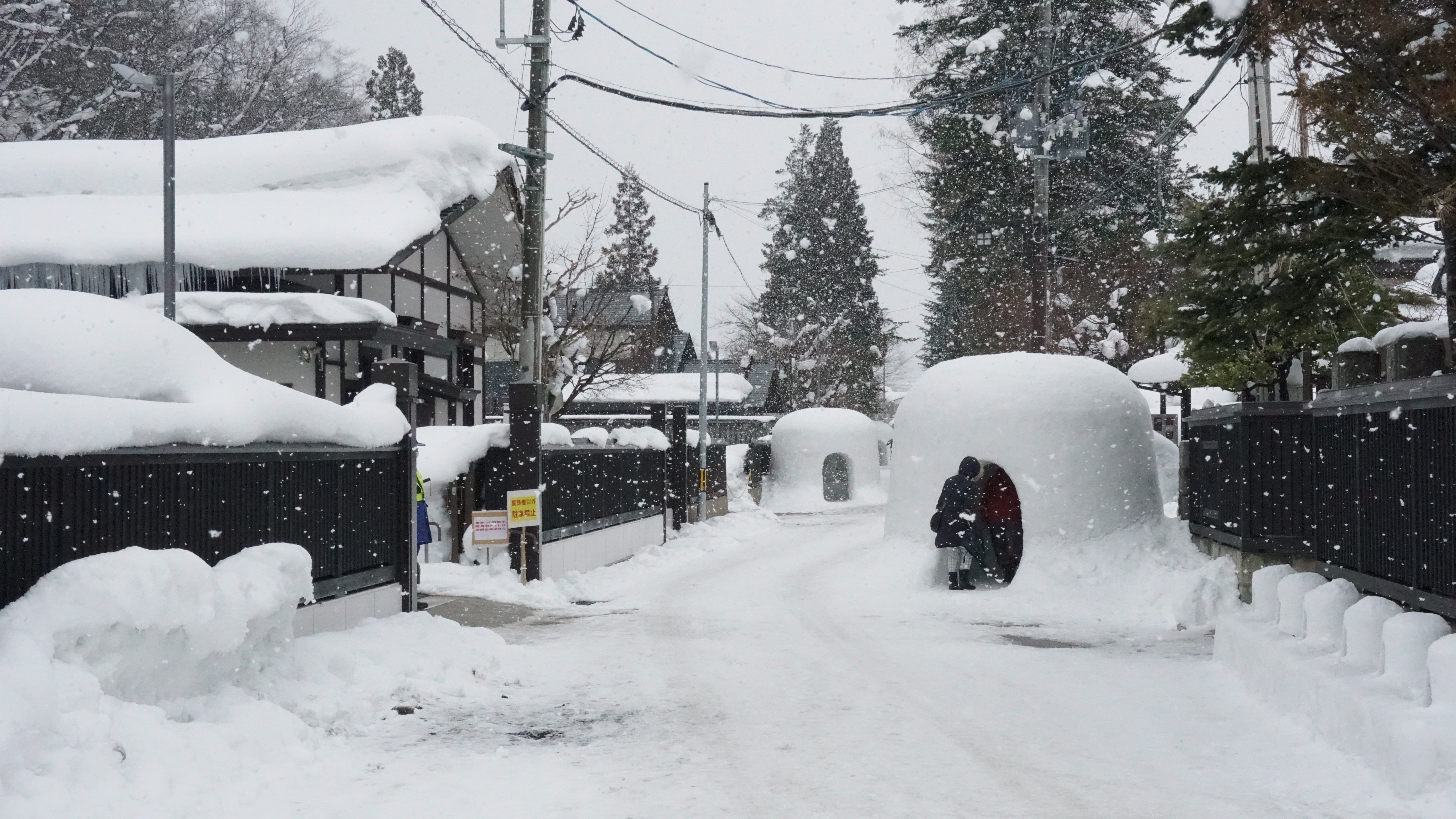
羽黒町の武家屋敷通りに作られたかまくら

かまくら会場となるのは横手市役所本庁舎前の道路広場、羽黒町、二葉町、横手公園のほか、市内一円である。江戸時代における士族の町であった「羽黒町」の会場では現在も地割や歴史的建造物から当時の様相を残しており、武家屋敷や板塀が連なる町並みにかまくらが設置される。また、横手公園会場では横手城の模擬天守を背景に「武者溜まり跡」と呼ばれる中央広場にかまくらが設置される。
横手南小学校グラウンドと蛇の崎川原にはミニかまくらが作られる。
期間中は無料のシャトルバスが運行しており、各かまくら会場を結ぶ路線および臨時駐車場と会場を結ぶ路線がある。運行時間は17:40 - 21:00頃で、運行間隔は10分程度。

## 関連する催し

### かまくら撮影会

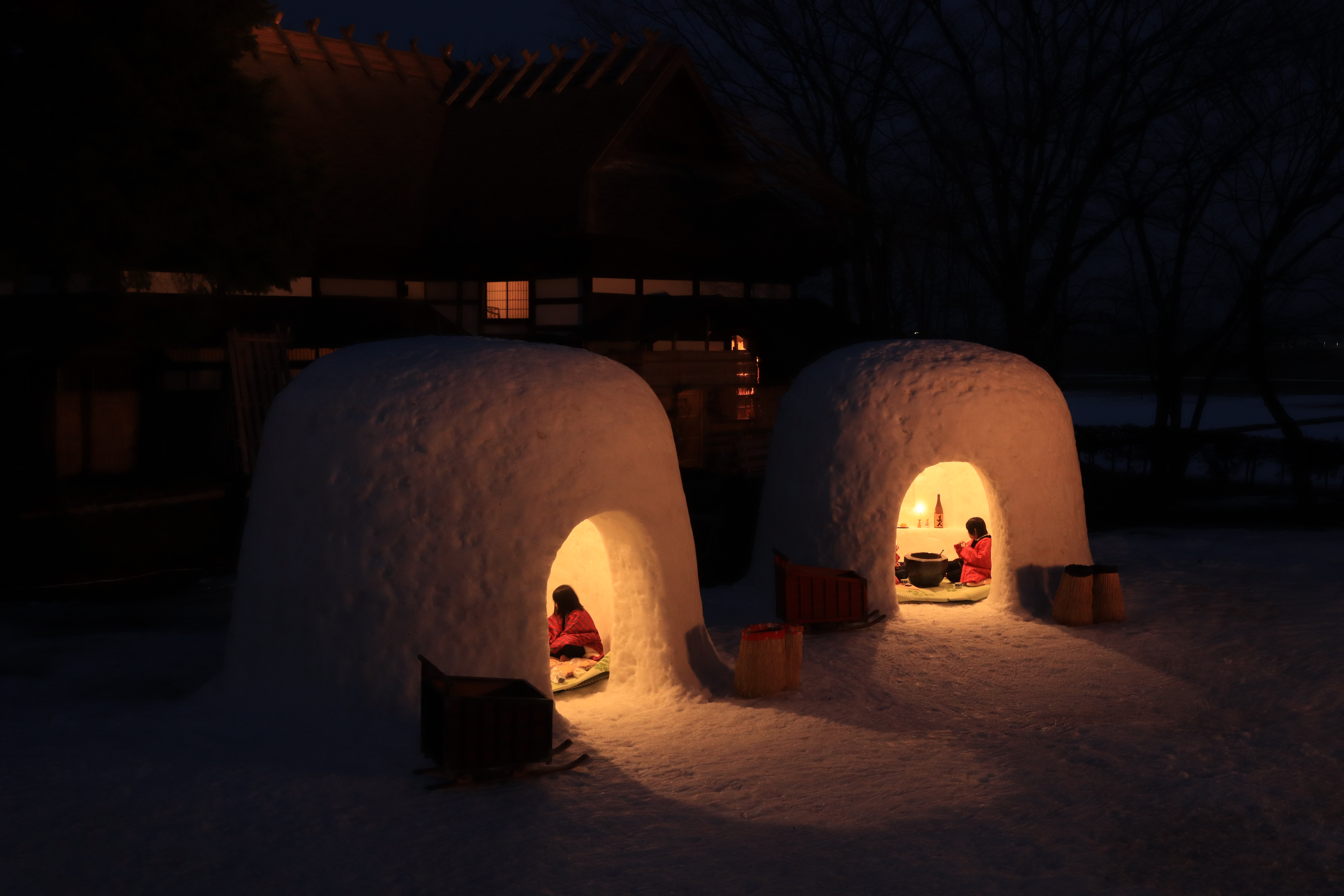
かまくら撮影会（2024年）で撮影したかまくら

かまくら開催の前日である2月14日には「かまくら撮影会」が実施されており、1993年（平成5年）に始まった。当初は横手市大沢の旭岡山神社宮司宅前で行われていたが、2008年（平成20年）の雪まつりを最後に、2009年（平成21年）からは雄物川地域（旧平鹿郡雄物川町、2005年に横手市へ）の木戸五郎兵衛村と横手南小学校の2会場へと移った。2010年（平成22年）は前年と同様、2011年（平成23年）は木戸五郎兵衛村と横手公園、2012年（平成24年）には木戸五郎兵衛村会場へ一本化された。

### 梵天コンクール

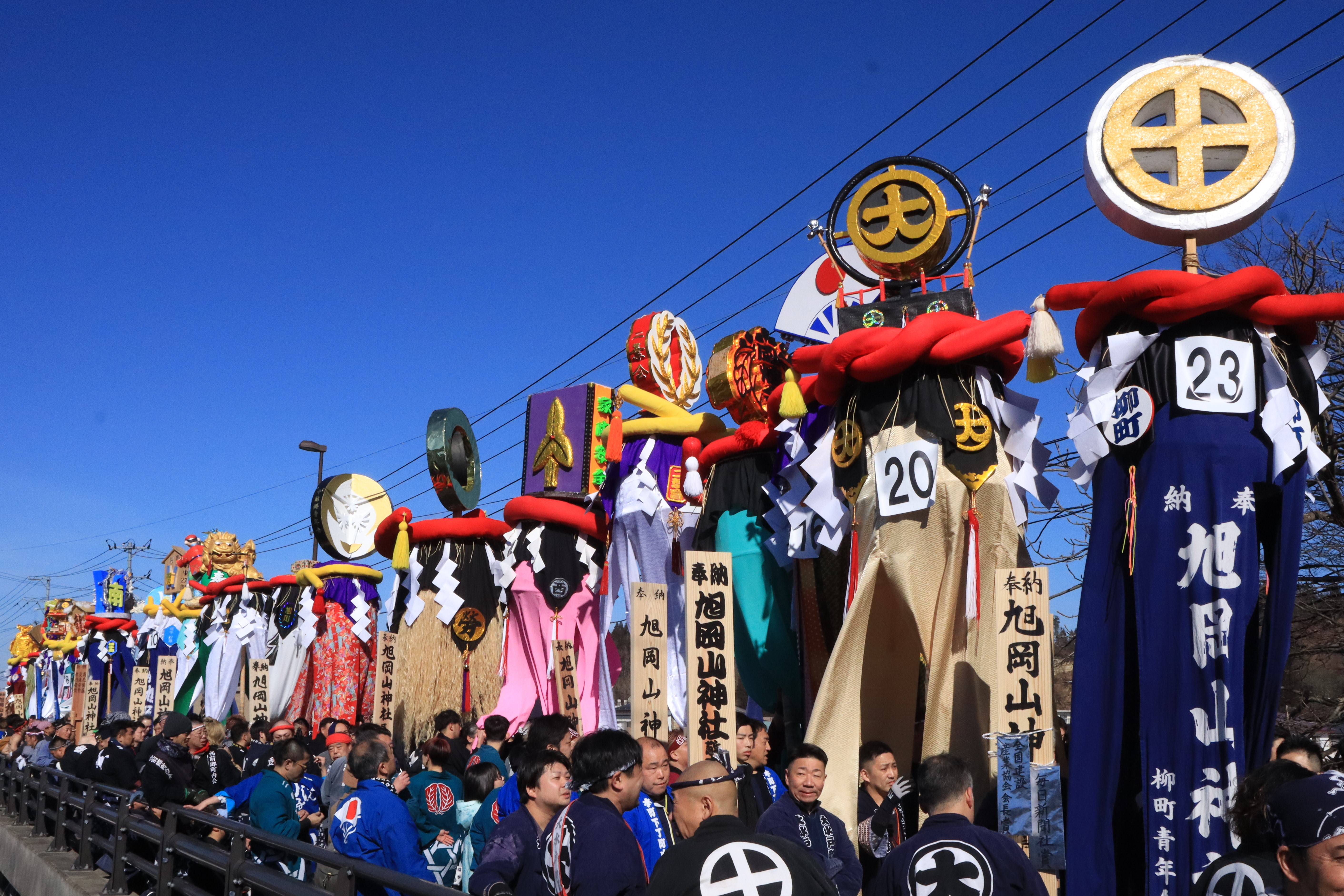
旭岡山神社へ向かう梵天（横手川本郷橋）

奉納祭の前日である2月16日には「梵天コンクール」が開催されており、頭飾りの豪華さや出来栄えを競う。1981年（昭和56年）発行の『横手市史 昭和編』（横手市史編さん委員会）では、梵天はまず横手北小学校に集合し、審査が終わった後に町を練り歩くと記載されている。1990年（平成2年）発行の『カマクラとボンデン』（稲雄次）では、まず横手南小学校に集合し、学校橋・四日町下丁・四日町上丁・大町上丁の順番で行進した後に小学校へ戻り、コンクールの結果が発表されると記載されている。2023年（令和5年）時点では、横手市役所本庁舎前にて行われている。
大人たちが奉納する通常の梵天（本梵天）に加え、小学生などの子どもたちが奉納する「小若梵天」と呼ばれる小ぶりな梵天も存在する。小若梵天の始まりは1979年（昭和54年）で、同年に初めて参加申込みがあったが、前例がなかったためにすぐには許可されず、最終的に梵天コンクールへの参加のみが認められた。翌年である1980年（昭和55年）からは小若梵天も奉納祭へ参加できるようになり、この年には10本の小若梵天が奉納された。

## かまくら職人とボランティア
市内各所に約100基作られるかまくらは、町内会や企業の他、「かまくら職人」と呼ばれるかまくら作りを得意とする職人によって作られる。かまくら職人は横手市観光協会によって認定されるもので、20人ほどで構成される。かまくらの作成は、開催の約1ヶ月前に当たる1月頃から始まる。
蛇の崎川原などに作られるミニかまくらは、市内の中高生や市民ボランティア団体の「灯り点し隊」によって作られる。蛇の崎川原では横手北中学校、横手城南高校の生徒らの他、灯り点し隊などによってミニかまくらが作られ、同高校生徒と灯り点し隊によってろうそくへの点火が行われる。また、かまくらの中でのおもてなしは、市内の中高生の有志が集まって行われる。

## かまくら館

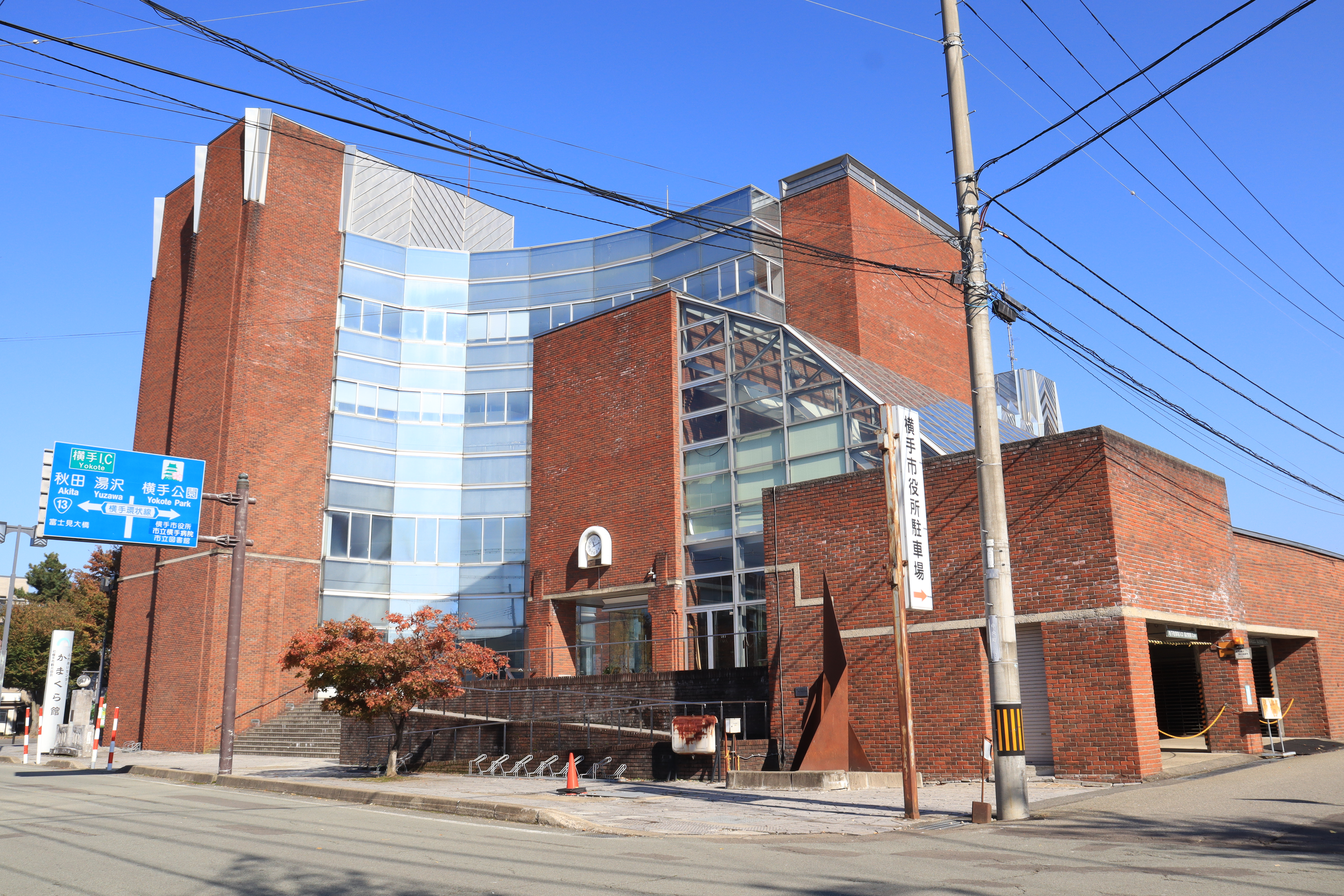
かまくら館の外観

横手市中央町の市役所本庁舎に隣接する形で「横手市ふれあいセンター『かまくら館』」がある。氷点下10℃以下に保たれた「かまくら室」にて1年中かまくらの展示を行っており、雪の入れ替え日を除けばいつでもかまくらに入る体験ができるということである。この他横手の伝統文化などについて学べる資料館としての役割や、特産品が買えるショップ、多目的ホールなどを併設する。サンルーム（オープンスペース）にはぼんでんも展示されている。
かまくら室などがある「ファンタジックギャラリー」へ入場するには100円の入場券を購入する必要がある。この入場券は、当館の他にかまくら会場となっている横手公園展望台（横手城）などでも使用することができる、共通入場券となっている。

## 出前かまくら、雪まつり
雪国・横手の文化を県内外にPRするために、出張雪まつり（出前かまくら）を定期的に開催している。最初に実施されたのは1991年（平成3年）で、千葉県松戸市にて開催された横手市物産展に合わせてかまくらを作ったのが始まりである。当時、費用の全額を市が負担していいたが、2000年（平成12年）からは開催地も経費の一部を負担することになり、再スタートを切った。雪は市内で調達され、10tトラック数台によって現地へ運ばれる。例年、雪は市の中心市街地にある秋田ふるさと村の駐車場から調達するが、積雪が少ない場合は市内外の別の場所で調達される。
2018年（平成30年）からは、東京タワー（東京都港区）への出前かまくらを行っている。2020年（令和2年）は新型コロナウイルス感染症の感染拡大により実施されなかったが、翌年からは実施されている。
2022年（令和4年）12月には、大阪城公園（大阪府大阪市）にて「横手の雪まつりin大阪城公園」を開催した。2基のかまくらと雪の滑り台が設置された他、横手やきそばを始めとする横手・秋田の特産品などが振る舞われた。この際、雪は人工雪が使用された。2025年日本国際博覧会（大阪・関西万博）への出展を目指し、地域をPRする目的で開催され、オープニングセレモニーには万博の公式キャラクターである『ミャクミャク』が登場した。

## ギャラリー
- ライトアップされた雪の中の横手城
- 横手公園二の丸広場にてミニかまくら
- よこてイーストのイルミネーションとかまくら
- よこてイーストにて「ラブかま」